# Makoto Ojiro
Makoto Ojiro (japanisch オジロ マコト Ojiro Makoto; * 3. Oktober 1982 in Saitama) ist eine japanische Mangaka. International bekannt und in Japan auch als Anime verfilmt wurde ihr Manga Insomniacs After School.

## Werdegang und Werk
Makoto Ojiros Debüt war die Serie Katekin, das ab 2006 im Young Magazine erschien. Der Erotik-Manga dreht sich um einen Mittelschüler, dessen junge Nachhilfelehrerin ihm zwar nicht viel beibringen kann, ihn aber durch ihre lässige Art und Freizügigkeit erfreut. Auch danach schuf Ojiro mehrere erotische Werke und alle ihrer Mangas richten sich an ein junges männliches Publikum. Ab 2009 zeichnete sie Nude – AV Joyū Mihiro Tanjō Monogatari, basierend auf einem Roman der Schauspielerin Mihiro, der vom Aufstieg einer jungen Schauspielerin erzählt. Es folgte die Serie Fujiyama-san wa Shishunki, eine erotische Schulkomödie über eine hochgewachsene Volleyballspielerin und ihren deutlich kleiner geratenen Mitschüler. Die Sammelbände verkauften sich bis zu 30.000 Mal jeweils. 2016 bis 2019 erschien Neko no Otera no Chion-san über einen Jungen, der auf dem Land zur Oberschule geht und sich in ein älteres Mädchen verliebt.
In den Jahren 2019 bis 2023 erschien Insomniacs After School, Ojiros bisher umfangreichstes Werk. Es wurde als erstes, ab 2022 bei Carlsen Manga, auch ins Deutsche übersetzt, sowie in mehrere weitere Sprachen. 2023 erhielt der Manga eine Adaption als Anime-Fernsehserie. Die Geschichte erzählt von zwei Oberschülern, die beide an Schlafstörungen leiden und den Astronomie-Klub ihrer Schule wiederbeleben.

## Bibliografie (Auswahl)
- Katekin (カテキン, 2006–2008, 10 Bände)
- Nude – AV Joyū Mihiro Tanjō Monogatari (nude〜AV女優みひろ誕生物語〜, 2009–2010, 2 Bände, Zeichnungen für Mihiro)
- Koibito Hachigō (恋人８号, 2009–2010, 1 Band)
- Fujiyama-san wa Shishunki (富士山さんは思春期, 2012–2015, 8 Bände)
- Neko no Otera no Chion-san (猫のお寺の知恩さん, 2016–2019, 9 Bände)
- Insomniacs After School (君は放課後インソムニア Kimi wa Hōkago Insomnia, 2019–2023, 14 Bände)
- Hoshino-kun, Shitagatte! (星野くん、したがって！, 2024, 1 Band)